# Pierre-Victor Galland

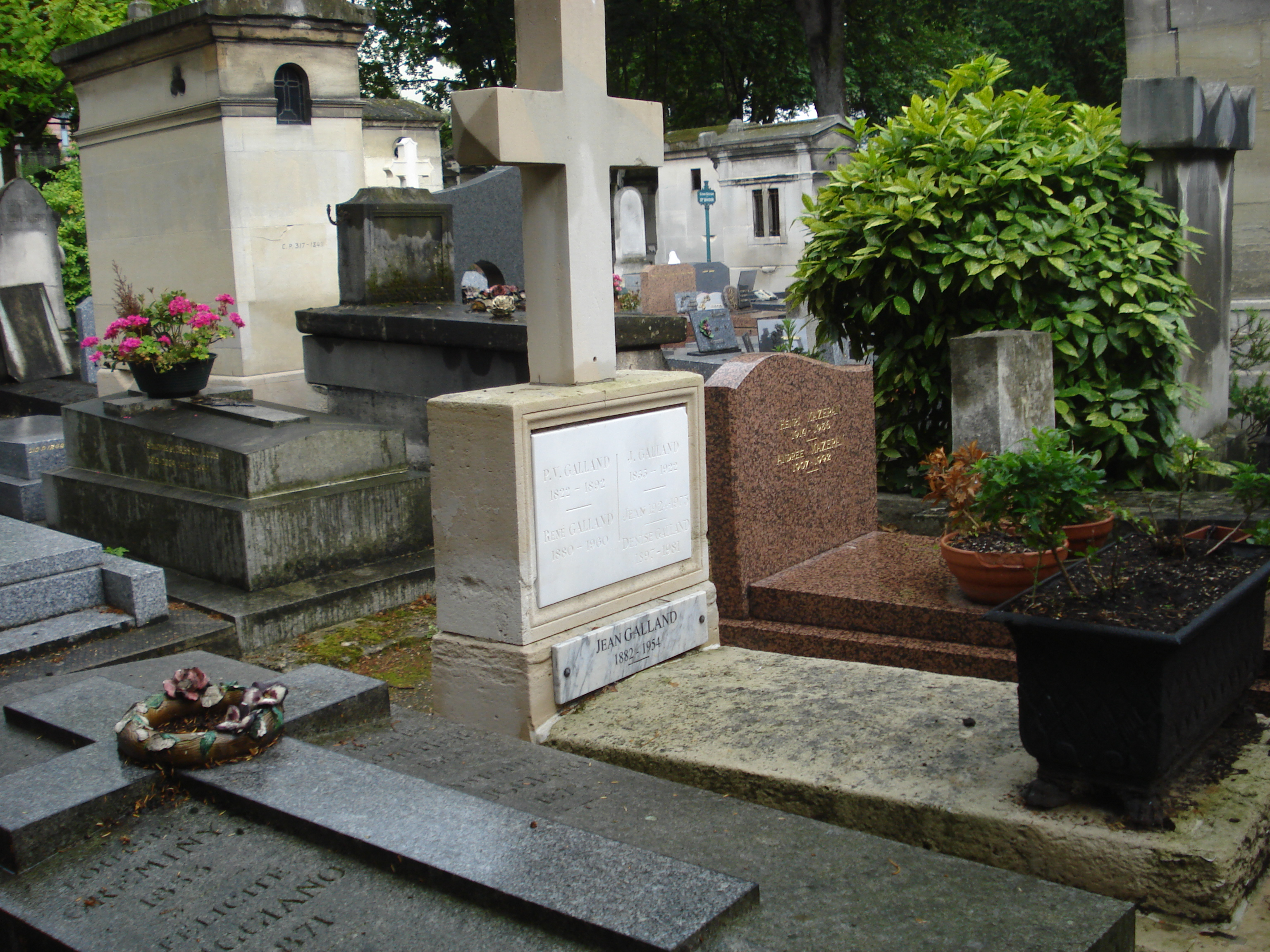
Pierre-Victor Gallands grav på Montmartrekyrkogården.

Pierre-Victor Galland. född 15 juli 1822, död 30 november 1892, var en fransk konstnär.
Galland var lärjunge till Michel Martin Drolling och inspirerades i sin dekorativa figurstil av 1700-talsmästarna. Han blev en mycket anlitad plafondmålare, bland annat erhöll han 1851 en dekorativ beställning i Konstantinopel.